# Miringua
La Miringua (o Miríngua) es un espectro del folclore de la zona lacustre del estado de Michoacán, México. Según la leyenda la miringua es un ser o espíritu que habita en lago de Pátzcuaro, se considera que tiene apariencia y se presenta ante los hombres embrujándolos para que la sigan y se ahoguen en el lago. La Miringua también puede referirse a la "pérdida, consciente o inconsciente, real o imaginaria de una persona". En algunos relatos se refiere más bien a un lapsus de locura momentánea en el que las personas recorren distancias grandes sin darse cuenta.

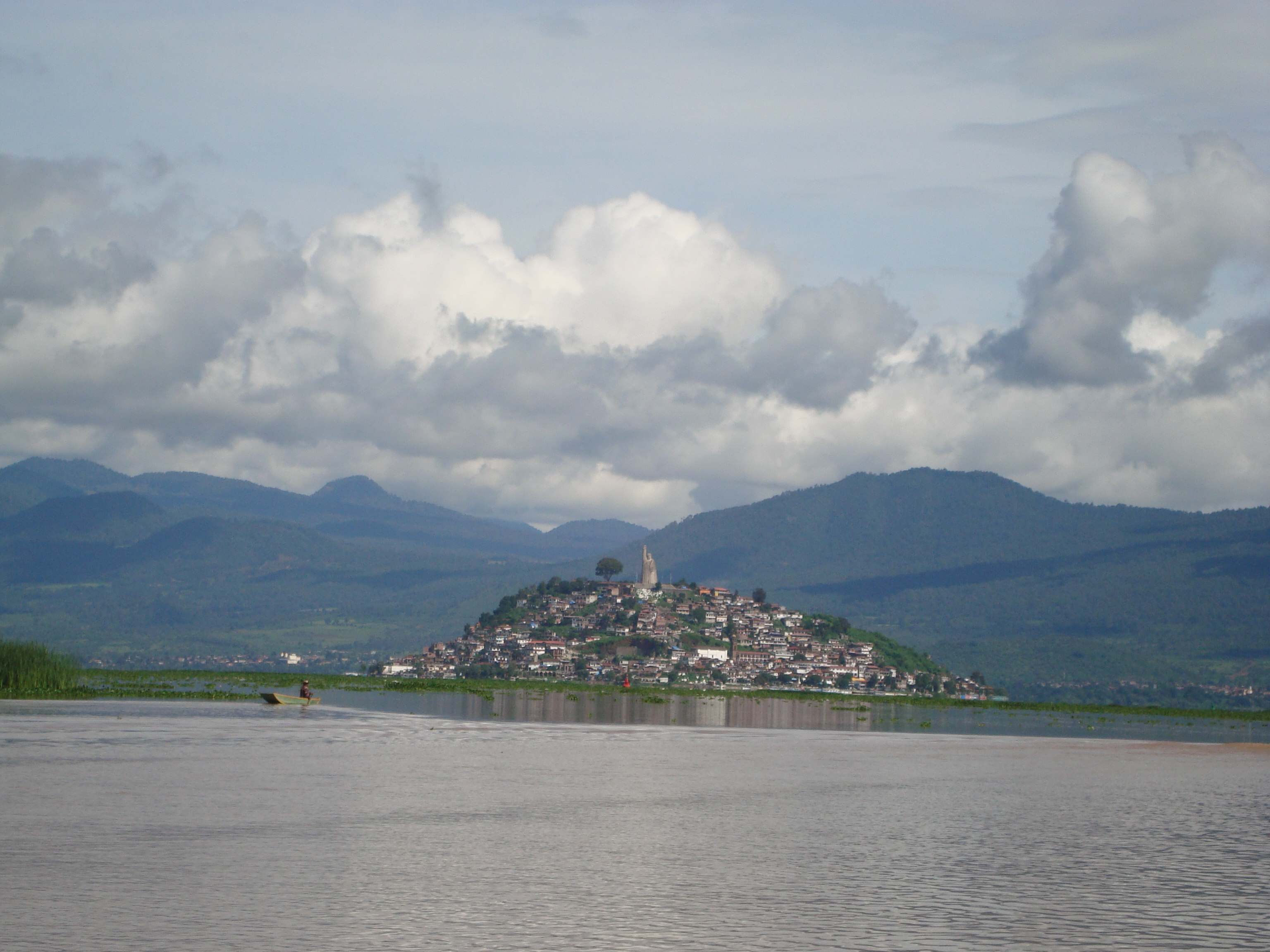
Lago de Pátzcuaro.

## Etimología
Miringua es un término en españolizado con orígenes en lengua purépecha mirikurhini o mirinharhini, que significa «olvidarse/olvido» u «olvidarse de algún lugar». El nombre tiene que ver con las capacidades que se le atribuyen a este espíritu para hacer a alguien olvidar su destino original o los peligros del lago. Según la leyenda se aparece por las noches delante de alguien que camine cerca del lago y lo hipnotiza o embruja. A pesar de que el lago posee más de 5 metros de profundidad, esto no evita que las personas que siguen a la Miringua continúen adentrándose en las profundidades.El fin es inevitablemente morir ahogado y los cuerpos aparecen en la orilla a la mañana siguiente.

## Orígenes prehispánicos

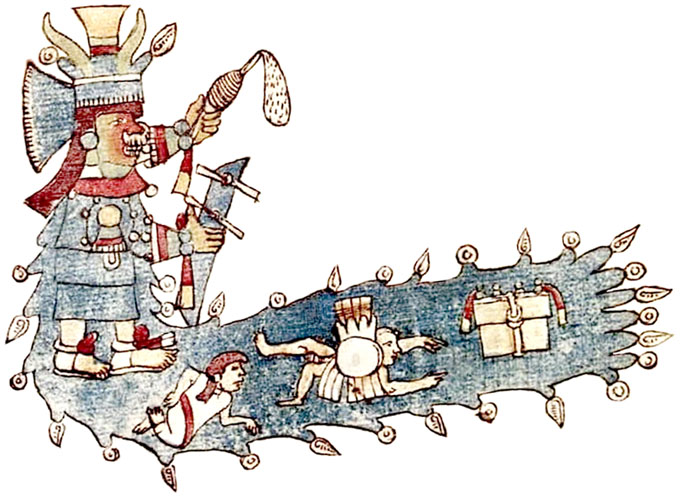
Chalchiutlicue, diosa nahua de los ríos y lagos

Las fuentes sobre las costumbres prehispánicas nos pueden hablar de la Miringua.  La Miringua de manera similar a La Llorona está relacionada con las antiguas deidades del agua. Se consideraba en Mesoamérica que el agua terrestre tenía advocación femenina a diferencia del agua de lluvia que tenía una connotación masculina, lo podemos ver claramente en la dupla nahua Chalcihuitlique-Tláloc. 
El agua para los antiguas creencias purépechas tiene un origen divino, tiene una relación muy estrecha con el dios solar creador: Curicaueri, así como con las deidades de la lluvia (Tirípemencha) y la diosa terrestre: Cuerauaperi. Hay dos posibles orígenes prehispánicos para la Miringua, en el primero no distinta a la náhuatl Cihuacóatl que aparece en las narraciones de Fray Bernardino de Sahagún en su Historia general de las cosas de la Nueva España.Fray Gerónimo de Alcaláen su Relación de Michoacán habla de una diosa femenina no identificada del todo pero probablemente se trate de Xaratanga, diosa de la luna, la fertilidad y el agua del lago, que de igual manera que Cihuacóatl para los mexicas, presagia el fin trágico de los habitantes de la zona purépecha.

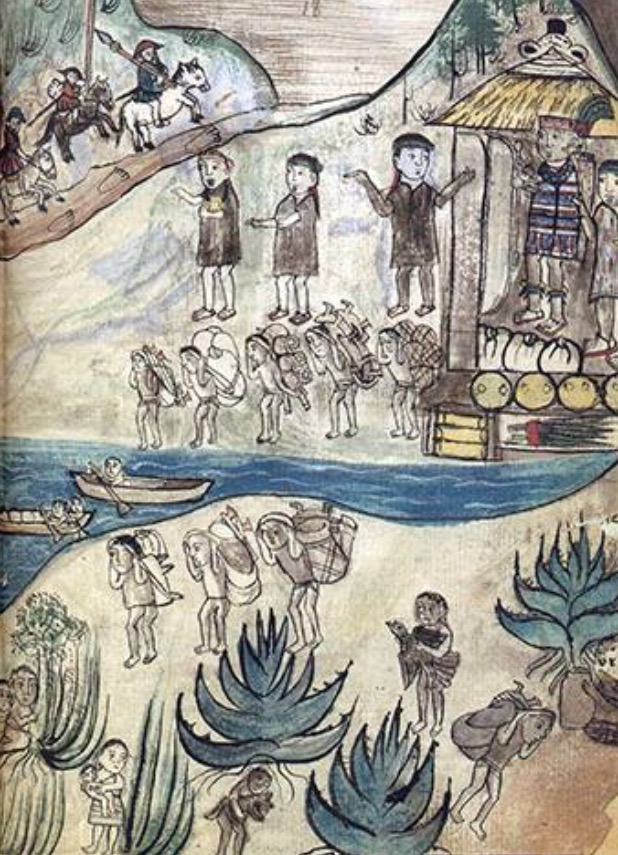
Lámina de La Relación de Michoacán

La otra opción se trata de la tradición de otorgarle al lago sacrificios humanos, pues se consideraba que era la forma de alimentar a la diosa de la creación, y rejuvenecerla al repetir el sacrificio mítico inicial que vemos en las culturas de Mesoamérica, asegurando así la continuación de los ciclos naturales. De esta forma la Miringua nacería de la necesidad de seguir recibiendo sacrificios.

## Folclore
Se considera que la Miringua es un ser que toma la forma de mujer para atraer a los hombres, pues son sus víctimas preferidas. La noche es la hora usual de su aparición y tiene que ser una persona sola, además de que ocurre en la cercanía de la orilla del lago, pues se mueve a través del agua (de una manera similar a la Llorona). Se dice que los hipnotiza con la mirada y su voz, y quienes caen en su trance pierden la noción del tiempo y siguen a la mujer a las profundidades del lago sin darse cuenta de que empiezan a respirar agua. La Miringua se relaciona con la muerte y por tanto, quienes llegan a verla lo consideran un mal presagio.  